# Chakassien
Koordinaten: 53° 24′ N, 89° 51′ O

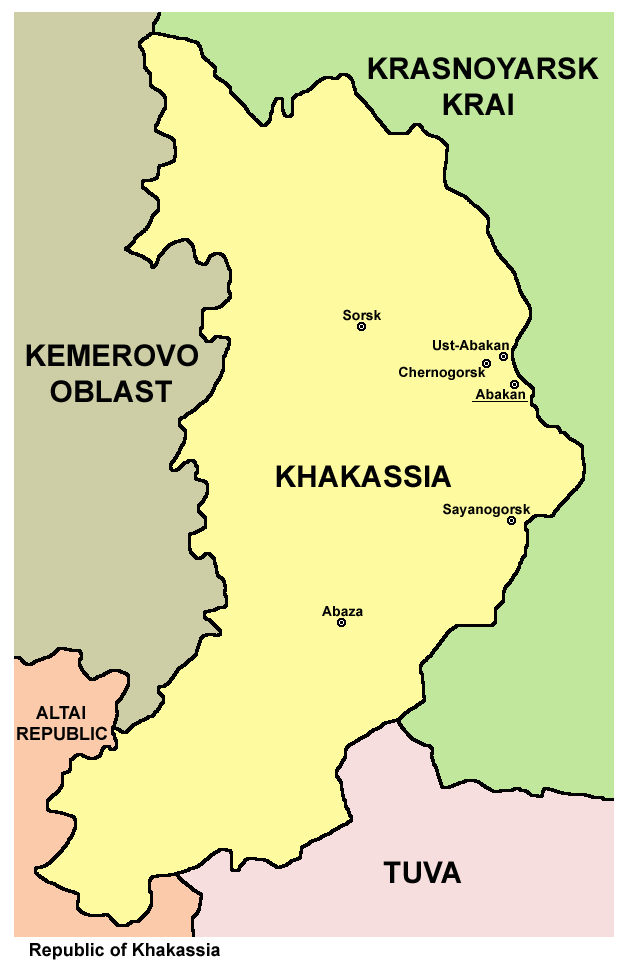
Chakassien

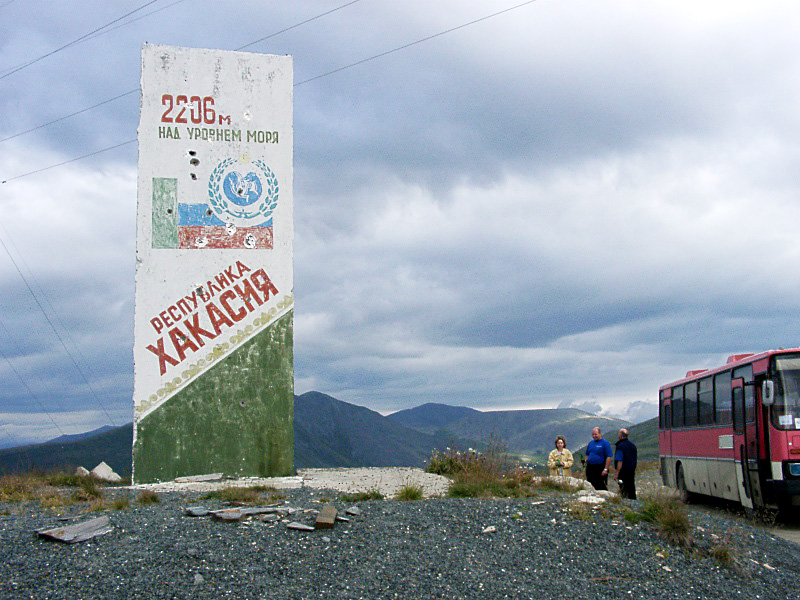
Sajanski-Pass auf 2206 m Höhe an der Grenze zwischen Chakassien und Tuwa

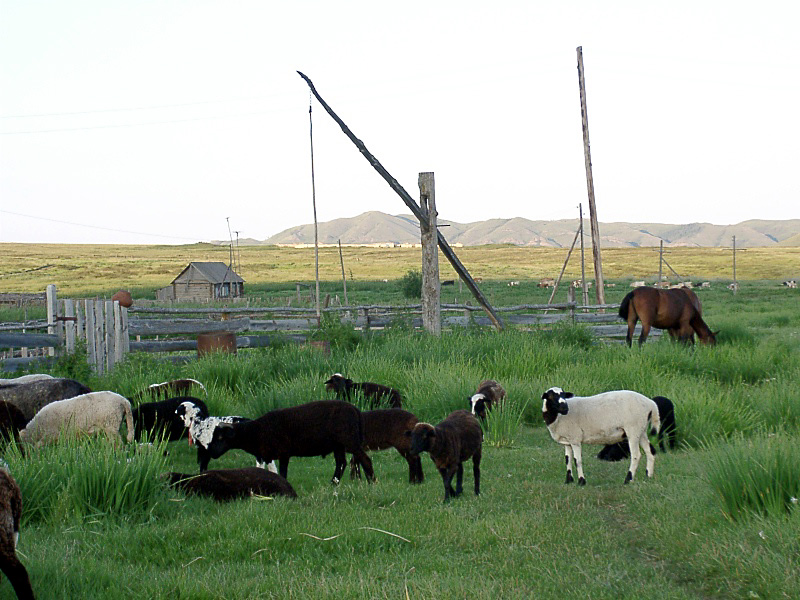
Ziehbrunnen im Tal Kiug, 137 km von der Hauptstadt der Republik Chakassien Abakan entfernt

Chakassien (russisch Хакасия/ Transkription Chakassija, chakassisch Хакас Республиказы) ist eine Republik im Süden des Föderationskreises Sibirien in Russland. Die Hauptstadt Abakan liegt am südlichen Ende des Krasnojarsker Stausees am Jenissei.

## Geographie
Chakassien liegt im Süden des Föderationskreises Sibirien am Nordabhang des Westsajan-Gebirges am Oberlauf des Jenissei und an dessen Nebenfluss, dem Abakan. Die gleichnamige Hauptstadt Abakan liegt am südlichen Ende des Krasnojarsker Stausees. Im Norden und Osten grenzt Chakassien an die Region Krasnojarsk, im Südosten an Tuwa, im Süden an die autonome Republik Altai, und im Westen an die Region Altai und die Oblast Kemerowo. Die Ausdehnung von Norden nach Süden beträgt 460 km und von Westen nach Osten etwa 200 km. Das Sajangebirge nimmt etwa zwei Drittel des Territoriums ein.
In Chakassien gibt es etwa 1000 süß- und Salzwasserseen, die größten sind der Beljosee, der Schirasee und der Itkulsee.
Das Klima Chakassiens ist kontinental, mit trockenen, heißen Sommern und kalten, schneearmen Wintern. Die Durchschnittstemperatur ist im Januar −18,9 °C und im Juli +17,9 °C. Die durchschnittliche Niederschlagsmenge beträgt 300–700 mm im Jahr in der Steppenzone und 1500 mm in der Taiga und Gebirgszone.
Die Fläche der Republik Chakassien macht mit 61.569 km² rund 0,4 % des russischen Territoriums aus; die Entfernung von Moskau nach Abakan beträgt etwa 4200 km.

## Flora und Fauna
Die Wälder Chakassiens sind ein Naturschatz der Republik. Sie nehmen etwa zwei Drittel des Territoriums ein. Etwa 96 % der Wälder sind Bergwald. Die Nadelhölzer bestimmen 75 % der gesamten Waldfläche, ein Drittel davon sind Sibirische Zirbelkiefern. 20 % Chakassiens gehört zur Steppenzone.
Es kommen über 1500 Pflanzenarten vor, von denen etwa 300 wirtschaftlich genutzt werden. Auf dem Territorium der Republik leben etwa 45 Vogel- und 76 Säugetierarten, darunter auch bedeutende Ziele für die Jagd wie Altai-Maral, Sibirisches Reh, Moschustiere, Wildschwein und Sibirischer Steinbock. Ferner kommen Bären, Zobel, Fuchs und Biber vor; dagegen sind Rothund und Schneeleopard sehr seltene Tiere. In den großen und kleinen Flüssen und Seen leben 37 Fischarten, darunter Europäische Äsche, Forelle und Stör.

## Geschichte
Der chakassische Staat hatte schon jahrhundertelang Bestand, ehe er im 13. Jahrhundert an die Mongolen fiel. Anfang des 18. Jahrhunderts konsolidierte sich die russische Herrschaft, im 19. Jahrhundert begann die russische Einwanderung und die Chakassen konvertierten teilweise zum orthodoxen Glauben.
Die Region Chakassien wurde am 10. Oktober 1930 gegründet.
In der Stalinzeit befanden sich mehrere Gulag in der Umgebung von Abakan.
Die Gefangenen wurden in der Kohleförderung, in der Förderung von Goldvorkommen, beim Bau eines erdölverarbeitenden Kombinats und in der Holzgewinnung eingesetzt.
Nach dem Ende der Sowjetunion wurde Chakassien 1991 eine autonome Republik innerhalb Russlands.

## Bevölkerung
Bei der Volkszählung 2010 wurde eine Anzahl von 532.403 Bewohnern ermittelt. Die Titularnation, die Chakassen, sind ein Turkvolk. Sie sind in ihrer Republik allerdings in der Minderheit. Rund 80 % der Einwohner sind Russen. Kleinere Minderheiten sind Russlanddeutsche, Ukrainer und Tataren. Eine einheimische Minderheit sind die Schoren.
Während der Stalinzeit veränderten sich die ethnischen Verhältnisse stark. Ein Riesenstrom von Slawen (Russen, Ukrainer und Weißrussen) wanderte zu. In und nach dem Zweiten Weltkrieg stießen deportierte Deutsche und Polen dazu. Zu ihnen gesellten sich zudem viele Angehörige von anderen Sowjetvölkern, namentlich Mordwinen und Tschuwaschen (1926 688, 1970 6949 Personen). Ab den 1980er-Jahren wanderten zahlreiche Polen und Deutsche in ihre Heimat ab. Nach Ende der Sowjetunion kehrten zudem zahlreiche Menschen der Sowjetnationalitäten in ihre Herkunftsgebiete zurück. Aus diesem Grund sank die Einwohnerzahl von 1989 567.000 auf 2010 532.000 Menschen (−6,1 %).
Amtssprachen sind Chakassisch und Russisch. Die Bevölkerung bekennt sich vorwiegend zur Russisch-Orthodoxen Kirche, daneben gibt es eine muslimische Minderheit.
| Volksgruppe | VZ 1926 | VZ 1926 | VZ 1939 | VZ 1939 | VZ 1959 | VZ 1959 | VZ 1970 | VZ 1970 | VZ 1979 | VZ 1979 | VZ 1989 | VZ 1989 | VZ 2002 | VZ 2002 | VZ 2010 1 | VZ 2010 1 |
| Volksgruppe | Anzahl  | %       | Anzahl  | %       | Anzahl  | %       | Anzahl  | %       | Anzahl  | %       | Anzahl  | %       | Anzahl  | %       | Anzahl    | %         |
| --- | ------- | ------- | ------- | ------- | ------- | ------- | ------- | ------- | ------- | ------- | ------- | ------- | ------- | ------- | --------- | --------- |
| Chakassen | 44.219  | 49,8 %  | 45.799  | 16,8 %  | 48.512  | 11,8 %  | 54.750  | 12,3 %  | 57.281  | 11,5 %  | 62.859  | 11,1 %  | 65.421  | 12,0 %  | 63.643    | 12,0 %    |
| Russen | 41.390  | 46,6 %  | 205.254 | 75,3 %  | 314.455 | 76,5 %  | 349.362 | 78,4 %  | 395.953 | 79,4 %  | 450.430 | 79,5 %  | 438.395 | 80,3 %  | 427.647   | 79,6 %    |
| Deutsche | 46      | 0,1 %   | 333     | 0,1 %   | 10.512  | 2,6 %   | 10.547  | 2,4 %   | 11.130  | 2,2 %   | 11.250  | 2,0 %   | 9.161   | 1,7 %   | 5.976     | 1,1 %     |
| Ukrainer | 836     | 0,9 %   | 7.788   | 2,9 %   | 14.630  | 3,6 %   | 9.480   | 2,1 %   | 10.398  | 2,1 %   | 13.223  | 2,3 %   | 8.360   | 1,5 %   | 5.039     | 0,9 %     |
| Tataren | 301     | 0,3 %   | 3.043   | 1,1 %   | 3.796   | 0,9 %   | 3.647   | 0,8 %   | 4.249   | 0,9 %   | 4.721   | 0,8 %   | 4.001   | 0,7 %   | 3.095     | 0,6 %     |
| Schoren | 99      | 0,1 %   | 862     | 0,3 %   | k.Ang.  | ?,?%    | 887     | 0,2 %   | 1.015   | 0,2 %   | 1.207   | 0,2 %   | 1.078   | 0,2 %   | 1.150     | 0,2 %     |
| Andere | 1.981   | 2,2 %   | 9.651   | 3,5 %   | 19.142  | 4,7 %   | 17.151  | 3,8 %   | 18.358  | 3,7 %   | 23.171  | 4,1 %   | 19.658  | 3,6 %   | 25.853    | 4,9 %     |
| Einwohner | 88.872  | 100 %   | 272.730 | 100 %   | 411.047 | 100 %   | 445.824 | 100 %   | 498.384 | 100 %   | 566.861 | 100 %   | 546.072 | 100 %   | 532.403   | 100 %     |
| 1 8.689 Personen konnten keiner Volksgruppe zugeteilt werden. Diese Leute verteilen sich vermutlich anteilmässig gleich wie die ethnisch zugeschiedenen Einwohner. |         |         |         |         |         |         |         |         |         |         |         |         |         |         |           |           |

## Wirtschaft

### Tourismus
Absolut gesehen trägt das Hotel- und Gastgewerbe in Chakassien mit 1,96 Mrd. Rubel zum BIP bei; dies entspricht 1,5 Prozent des BIPs. Somit ist dem Tourismus in Chakassien eine relativ hohe Bedeutung beizumessen. Dies wird auch in einem Vergleich der Gebietseinheiten Russlands deutlich. Der Tourismus als Wirtschaftszweig hat eine hohe Stellung in Chakassien, dies ist auch an der Gründung eines eigenständigen Komitees ersichtlich. Die Republik ist reich an Heilquellen. Für ihre balneologischen Eigenschaften bekannte Seen sind der Schira, der Beljo, der Utitschje, der Altaiskoje, der Tus, der Schunet, der Chankul und mehrere kleinere Seen. Zusätzlich verfügt die Republik über archäologischen Denkmäler, sie spielen eine besondere Rolle für die Region.
Im Zeitraum von 2011 bis 2013 hat sich die Zahl der nationalen Touristen verdreifacht, die der internationalen ist um das 1,5- fache gestiegen. Im Jahre 2013 gab es absolut gesehen 398.000 inländische Touristen in Chakassien und 2800 ausländische Touristen. Die Deutschen bilden den Großteil dieser, gefolgt von Touristen aus der Volksrepublik China, Italien und dem Baltikum. Weiterhin kommen die Touristen auch aus Australien und Österreich. Ein großes Problem im Tourismus stellt die Verständigung dar. Entweder verfügen die Experten über hohe Kenntnisse im Bereich der Geschichte oder im Tourismus Chakassiens oder sprechen mehrere Sprachen. Weiterhin stellen Familien, v. a. Russland-Deutsche und auch Globetrotter eine wichtige Zielgruppe dar. Im Incoming-Tourismus sind dies hauptsächlich Besucher aus dem Sibirischen Föderalen Okrug. Menschen aus der Oblast Kemerowo kommen besonders gerne hierher, da sie einen Gegensatz zu ihrer eigenen, stark industriebelasteten Region suchen. Gäste aus Moskau sind jedoch auch häufig in der Region. Darüber hinaus machen vor allem die einheimischen Touristen aus dem europäischen Teil Russlands einen besonders hohen Anteil der „wilden“ Touristen aus. Chakassien steigert die Bekanntheit des Landes über Auftritte auf der ITB (Internationale Tourismusmesse Berlin) und durch Journalisten-Reisen.
Unter den Tourismusarten dominiert der Kulturtourismus mit 39 Prozent, gefolgt vom Badetourismus mit 26 Prozent. Der Aktiv- und Sporttourismus folgt dicht darauf mit 25 Prozent, weiter hinten liegt der Gesundheitstourismus mit neun Prozent und der Geschäftstourismus macht bislang einen geringen Anteil von einem Prozent aus. Die Betriebe in der Tourismusindustrie sollen sich im Zeitraum von 2011 bis 2013 um 27 % auf 46 erhöht haben.

### Energie
In der Hauptstadt Abakan wurde ein großer Industriekomplex errichtet, in dem vor allem die Aluminiumschmelze bedeutend ist. Die Energiegewinnung erfolgt durch ein Stausystem des Jenissei: Sajano-Schuschensker Stausee (1963–1988), Maina-Stausee (1979–1987) und Krasnojarsker Stausee (1961–1967). Der Anteil des BIP an der Energie- und Wasserversorgung in Chakassien liegt bei 10,2 %. Zwei Drittel des Energievolumens Chakassiens werden in das Stromnetz Sibiriens weitergeleitet.

### Rohstoffgewinnung
In Chakassien werden Kohle, Eisen, Molybdän, Gold, Baryt und Bentonitvorkommen ausgebeutet. Daneben werden auch verschiedene Halbedelsteine und Baumaterialien gewonnen. Der Anteil von Baryt in Chakassien macht 27 Prozent vom gesamten Rohstoffvorrat Russlands aus. Die Vielzahl an Bodenschätze führt so zu einer entwickelten Bergbau-, Metallhütten- und Holzindustrie. Darüber hinaus spielt die Rohstoffindustrie auch eine wichtige Rolle im Außenhandel. Aluminium, Aluminiumerzeugnisse, Schwarzmetall und Schwarzmetallerzeugnisse stellen wichtige Exportgüter dar. Sie werden vor allem in die Vereinigten Staaten, die Türkei, Japan, die Volksrepublik China, die Niederlande, die Ukraine, Deutschland und Korea exportiert. Importiert werden hauptsächlich Maschinen, Ausrüstung und chemische Erzeugnisse aus Kasachstan, der Ukraine, China, Deutschland, Italien, den Niederlanden und Japan.

### Landwirtschaft
Auch wenn der Sektor Landwirtschaft, Jagdwesen und Forstwirtschaft im BIP Chakassiens nur an zehnter Stelle steht, ist die Republik überwiegend landwirtschaftlich geprägt. Insgesamt fallen 70 Prozent der Agrarwirtschaft auf die Viehzucht und 30 Prozent auf den Ackerbau. In der Zeitspanne von 2008 bis 2010 wurde die regionale Landwirtschaft vom russischen Staat mit ungefähr 50 Millionen Euro unterstützt. Darüber hinaus ist ein generelles Wachstum der landwirtschaftlich genutzten Flächen und Erträge zu verzeichnen. Die Fleischerzeugung stieg um 3,8 Prozent, die von Milch um 10 Prozent und die von Eiern um 23 Prozent. Dabei soll die Fleischproduktion der Republik durch den Bau einer vertikal integrierten Mastanlage und einer jährlichen Produktion von 30.000 Tonnen Fleisch verfünffacht werden. Die Investition des größten lokalen Agrarbetriebs APK Mawr in dieses Projekt beträgt rund 180 Millionen Euro. Darüber hinaus eignen sich die klimatischen Verhältnisse Chakassiens gut für die Zucht von Ziegen und Schafen, weshalb nach einem Investor für eine Farm zur Erzeugung von Ziegenmilch gesucht wird.

## Verwaltungsgliederung
Die Republik Chakassien gliedert sich in acht Rajons und fünf Stadtkreise. Den Rajons sind insgesamt 6 Stadt- und 82 Landgemeinden unterstellt (Stand: 2010).

### Stadtkreise
| [ A 1 ] | Stadtkreis    | Einwohner | Fläche (km²) | Bevölkerungs- dichte (Ew./km²) | Weitere Orte           | Anzahl städtischer Siedlungen |
| ------- | ------------- | --------- | ------------ | ------------------------------ | ---------------------- | ----------------------------- |
| II      | Abakan        | 163.617   | 112          | 1461                           |                        | 1                             |
| I       | Abasa         | 16.901    | 22           | 768                            |                        | 1                             |
| III     | Sajanogorsk   | 63.461    | 89           | 713                            | Maina, Tscherjomuschki | 3                             |
| IV      | Sorsk         | 12.982    | 6            | 2164                           |                        | 1                             |
| V       | Tschernogorsk | 78.708    | 118          | 667                            | Prigorsk               | 2                             |

### Rajons
| [ A 1 ] | Rajon                | Einwohner | Fläche (km²) | Bevölkerungs- dichte (Ew./km²) | Stadt- bevölkerung | Land- bevölkerung | Verwaltungssitz | Weitere Orte                                 | Anzahl Stadt- gemeinden | Anzahl Land- gemeinden |
| ------- | -------------------- | --------- | ------------ | ------------------------------ | ------------------ | ----------------- | --------------- | -------------------------------------------- | ----------------------- | ---------------------- |
| 1       | Altaiski             | 23.509    | 1736         | 13,5                           | –                  | 23.509            | Bely Jar        |                                              | –                       | 9                      |
| 2       | Askis                | 43.286    | 8201         | 5,3                            | 10.848             | 32.438            | Askis (Dorf)    | Askis (Siedlung), Biskamscha, Werschina Tjoi | 3                       | 11                     |
| 3       | Beja                 | 21.796    | 4536         | 4,8                            | –                  | 21.796            | Beja            |                                              | –                       | 9                      |
| 4       | Bograd               | 15.325    | 4524         | 3,4                            | –                  | 15.325            | Bograd          |                                              | –                       | 10                     |
| 5       | Ordschonikidsewskoje | 14.540    | 6611         | 2,2                            | 4.567              | 9.973             | Kopjowo         |                                              | 1                       | 8                      |
| 8       | Schira               | 27.824    | 6809         | 4,1                            | 756                | 27.068            | Schira          | Schemtschuschny                              | 1                       | 14                     |
| 6       | Taschtyp             | 15.871    | 20012        | 0,8                            | –                  | 15.871            | Taschtyp        |                                              | –                       | 9                      |
| 7       | Ust-Abakan           | 41.331    | 8821         | 4,7                            | 15.822             | 25.509            | Ust-Abakan      |                                              | 1                       | 12                     |

Anmerkungen:
1. 1 2  Nummer des Rajons/Stadtkreises (in alphabetischer Reihenfolge der Namen im Russischen)
2. 1 2  Einwohnerzahlen vom 1. Januar 2010 (Berechnung)
3. ↑  Siedlungen städtischen Typs
4. ↑  Siedlungen städtischen Typs bzw. Stadtgemeinden

## Städte
In Chakassien gibt es fünf Städte und acht Siedlungen städtischen Typs. Neben der Republikhauptstadt Abakan sind Tschernogorsk und Sajanogorsk die mit Abstand größten Städte.
| Stadt*/Städt. Siedlung | Russisch    | Einwohner 14. Oktober 2010 |
| ---------------------- | ----------- | -------------------------- |
| Abakan*                | Абакан      | 165.214                    |
| Tschernogorsk*         | Черногорск  | 72.147                     |
| Sajanogorsk*           | Саяногорск  | 49.887                     |
| Abasa*                 | Абаза       | 17.115                     |
| Ust-Abakan             | Усть-Абакан | 14.578                     |
| Sorsk*                 | Сорск       | 12.143                     |

## Bildung
Chakassien besitzt eine gut entwickelte Bildungslandschaft. Neben der Staatlichen Universität verfügt die Region über das Chakassische Business-Institut, eine Akademie für Geisteswissenschaften und ein Technisches Institut der Sibirischen Föderalen Universität. Die größte Universität ist die Chakassische Staatliche Katanow-Universität in der Hauptstadt Abakan, welche über eine gute Forschungsbasis in geisteswissenschaftlichen und naturwissenschaftlichen Fachrichtungen verfügt. Weiterhin existieren internationale Beziehungen zu Universitäten in China, Deutschland, Frankreich, der Mongolei und Portugal. Zudem steht die Universität im engen Kontakt zu gesellschaftlichen Organisationen, bei denen der Fokus auf der deutschen Sprache und Kultur liegt, zum Beispiel das Zentrum für deutsche Kultur Abakan, der Deutschlehrerverband und das Lehrmittelzentrum des Goethe-Instituts. Im Jahre 2008/2009 gab es in Chakassien 717 Studenten auf 10.000 Einwohner, im Okrug hingegen 943 und auf nationaler Ebene 961.

## Verkehr
Die Republik Chakassien weist eine Straßennetzdichte von 75 km/1000 km² auf. Zu den föderal bedeutenden Hauptverkehrslinien gehört unter anderem die Straße Jenissej zwischen Abakan und Ak-Dowurag. Darüber hinaus zählt dazu die Verbindung Chakassiens mit der Region Krasnojarsk, der Republik Tuwa und anderen Gebieten der Russischen Föderation im Osten und Westen Sibiriens. Auch dem Bau der Autobahn zwischen Abakan und Taschtagol wird große Bedeutung beigemessen. Des Weiteren ist die Verkehrsinfrastruktur Chakassiens durch den Schienenverkehr geprägt. Die Schienennetzdichte Chakassiens beläuft sich auf 10,8 m/km². Die Strecke der Transsibirischen Eisenbahn führt durch Chakassien. Sie fährt Strecken zwischen Abakan und Taischet, Achinsk und Nowokusnezk. Darüber hinaus ist die Republik Chakassien durch zwei internationale Flughäfen angeschlossen. Ein Flughafen befindet sich in Abakan, der andere in Sajanogorsk.

## Sehenswürdigkeiten

### Sapowednik Chakasski
In Chakassien wurde im Jahr 1999 das 2675,6 km² große Chakassisches Naturreservat ausgewiesen. Es handelt sich nicht um ein zusammenhängendes Gebiet, sondern um neun Teilgebiete, die sich über die ganze chakassische Republik verteilen. Das Naturschutzreservat hat, neben der Bestandserhaltung der Flora und Fauna, auch den Zweck als Forschungs- und Bildungsstätte zu dienen.

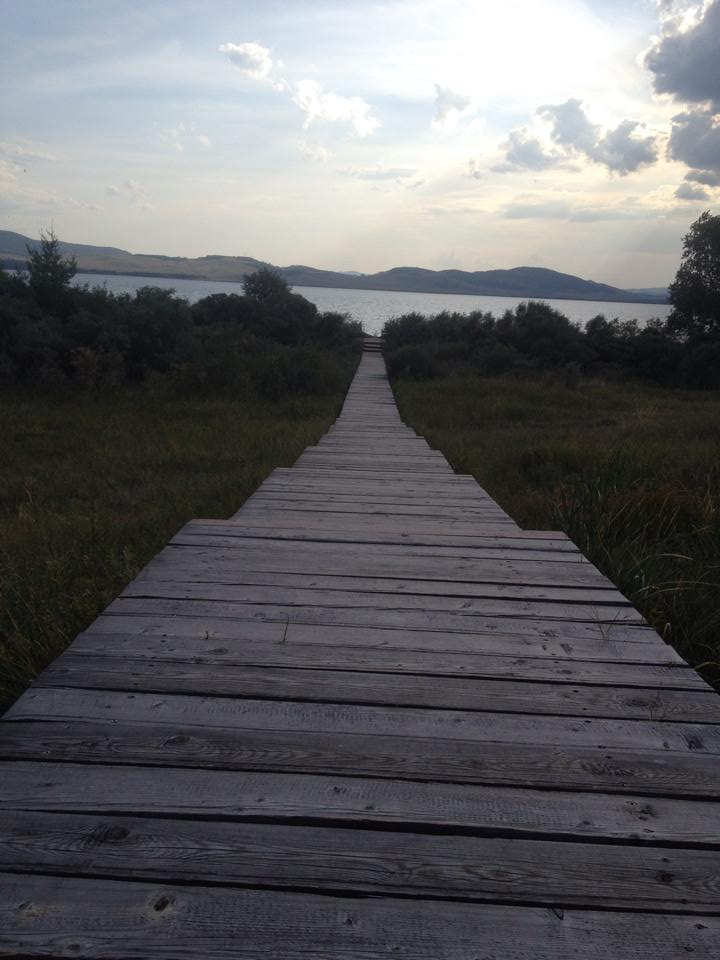
Itkul See im Sapowednik Chakasski

### Ski- und Naturschutzgebiet Ivanovski Osjora
Die Iwanowskije Ossjora stehen derzeit in der Planung zum regionalen Naturpark, der eine Fläche von 50 bis 60.000 Hektar umfassen soll. Im Oberlauf befinden sich die Flüsse Sarala, Isbass und der Schwarze Ijus. Die Seen, die sich in dem Hochgebirge befinden, verfügen über eine sehr hohe Wasserqualität. Außerdem sind hier auch Schneefelder zu finden, die das ganze Jahr über bestehen und daher auch Winterbergsportarten ganzjährig angeboten werden können. Das Skigebiet bietet eine hohe Schneesicherheit, die Schmelze beginnt erst ab Juni, wobei es auch die permanenten Schneefelder gibt. Die niedrige Lawinengefahr ist ebenfalls ein großer Anreiz für die Touristen. Semeinaja (1.293 m), Stolowaja (1.320 m), Transwaalskaja (1.386 m), Iwanowskaja (1.391 m), Saosjornaja (1.657 m), Gus (1.460 m) und Panfilowskaja (1.335 m). Die Steigung variiert zwischen 15 und 51 Grad und der Höhenunterschied läuft von 200 bis 400 m. Die Skipisten umfassen eine Länge von 700 bis 1.500 m.

### Sunduki

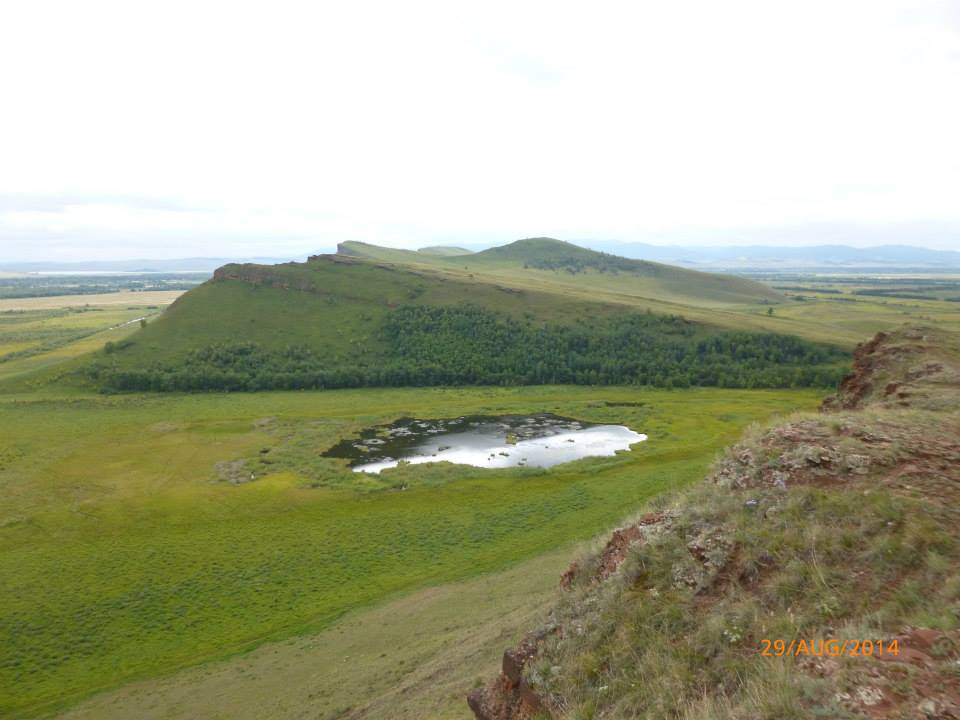
Sunduki

Die Sunduki stellen eine Bergreihe dar. Sie zieht sich von dem Schira rajon bis zum Ordschonikidsewskoje. Die nächstgelegenen Orte sind Ijus und Schira. Der Beljosee und der Schirasee liegen ebenfalls im näheren Umkreis. Der Name bedeutet „Truhe“ und ist auf die truhenähnliche Form der dort vorzufindenden Gesteinsformationen zurückzuführen. Die Bergreihen besteht aus fünf „Sunduki“, wobei der höchste Punkt bei 364 m liegt. Diese Bergreihe bietet Wanderern eine tolle Kulisse und wurde bereits im Jahre 1721 von Daniel Gottlieb Messerschmidt bewandert und abgezeichnet. Die Darstellungen wurden in Büchern über Sibirien bis ins 19. Jahrhundert übernommen. Es wird davon ausgegangen, dass zur damaligen Zeit der Sitz des Khans ganz oben war und die Armee sich unten im Tal sammelte.